# Il campo
Il campo (The Field) è un film del 1990 diretto da Jim Sheridan.
La pellicola, sceneggiata dallo stesso regista, è basata sul dramma teatrale The Field di John B. Keane.
Il film ha valso a Richard Harris la sua seconda e ultima candidatura all'Oscar al miglior attore, a distanza di quasi trent'anni dalla prima, ricevuta per Io sono un campione  (1963).

## Trama
La famiglia di "Bull" McCabe ha lavorato faticosamente per generazioni un pezzo di terra, trasformandolo in un pascolo per vacche. Ma quel pezzo di terra non è suo, e un giorno la vedova che lo possiede decide di metterlo all'asta.
Il piccolo villaggio irlandese è tutto dalla parte di Bull ma, proprio quando è sicuro di vincere, viene battuto da un facoltoso americano. Bull tenta inizialmente di convincere l'americano a desistere, ma poi perde la testa e la sua ossessione lo porterà alla tragedia.